# Ceraia limii
Ceraia limii é uma espécie de orquídea de flores pequenas que duram muito pouco, mas que floresce diversas vezes ao ano, nativa do norte de Borneu.